# برايان ميدينا
برايان ميدينا (بالإسبانية: Brian Medina)‏ هو لاعب كرة قدم أرجنتيني في مركز الدفاع، ولد في 1993 في مدينة تيمبيرلي في الأرجنتين. لعب مع Club Atlético Colegiales (Argentina) ‏.

## وصلات خارجية
- برايان ميدينا على موقع قاعدة بيانات كرة القدم.إي يو (الإنجليزية)
- برايان ميدينا على موقع Soccerway.com (الإنجليزية)